# Doba využití maxima
Doba využití maxima charakterizuje členitost diagramu zatížení. Je to doba, po kterou by muselo zařízení pracovat s maximálním výkonem {\displaystyle P_{m}} aby se dodalo ve sledovaném období stejné množství energie jako podle diagramu zatížení s časově proměnným zatížením. Dle délky sledovaného období rozlišujeme doby využití maxima denní, týdenní, měsíční a roční. 
Pro výpočet platí vztah:
{\displaystyle T_{m}={\frac {W}{P_{m}}}={\frac {1}{P_{m}}}\int _{0}^{T}P(t)dt\leq T}
kde {\displaystyle T} je doba sledování a {\displaystyle W} je dodaná elektrická energie za dobu {\displaystyle T}.